# أندريه بتروسكي
أندريه بتروسكي (بالإنجليزية: Andre Petroski؛ مواليد 12 يونيو 1992) هو مُقاتل فنون قتالية مختلطة أمريكي.

## وصلات خارجية
- أندريه بتروسكي على موقع يو إف سي (الإنجليزية)
- أندريه بتروسكي على موقع شيردوغ (الإنجليزية)
- أندريه بتروسكي على موقع Tapology.com (الإنجليزية)